# تارین همینگز
تارین همینگز (انگلیسی: Taryn Hemmings؛ زادهٔ ۲۶ آوریل ۱۹۸۶) بازیکن فوتبال اهل ایالات متحده آمریکا است.
از باشگاه‌هایی که در آن بازی کرده‌است می‌توان به باشگاه فوتبال اورلندو پراید، بوستون بریکرز، و شیکاگو رد استارز اشاره کرد.